# Moltke-Denkmal (Berlin)

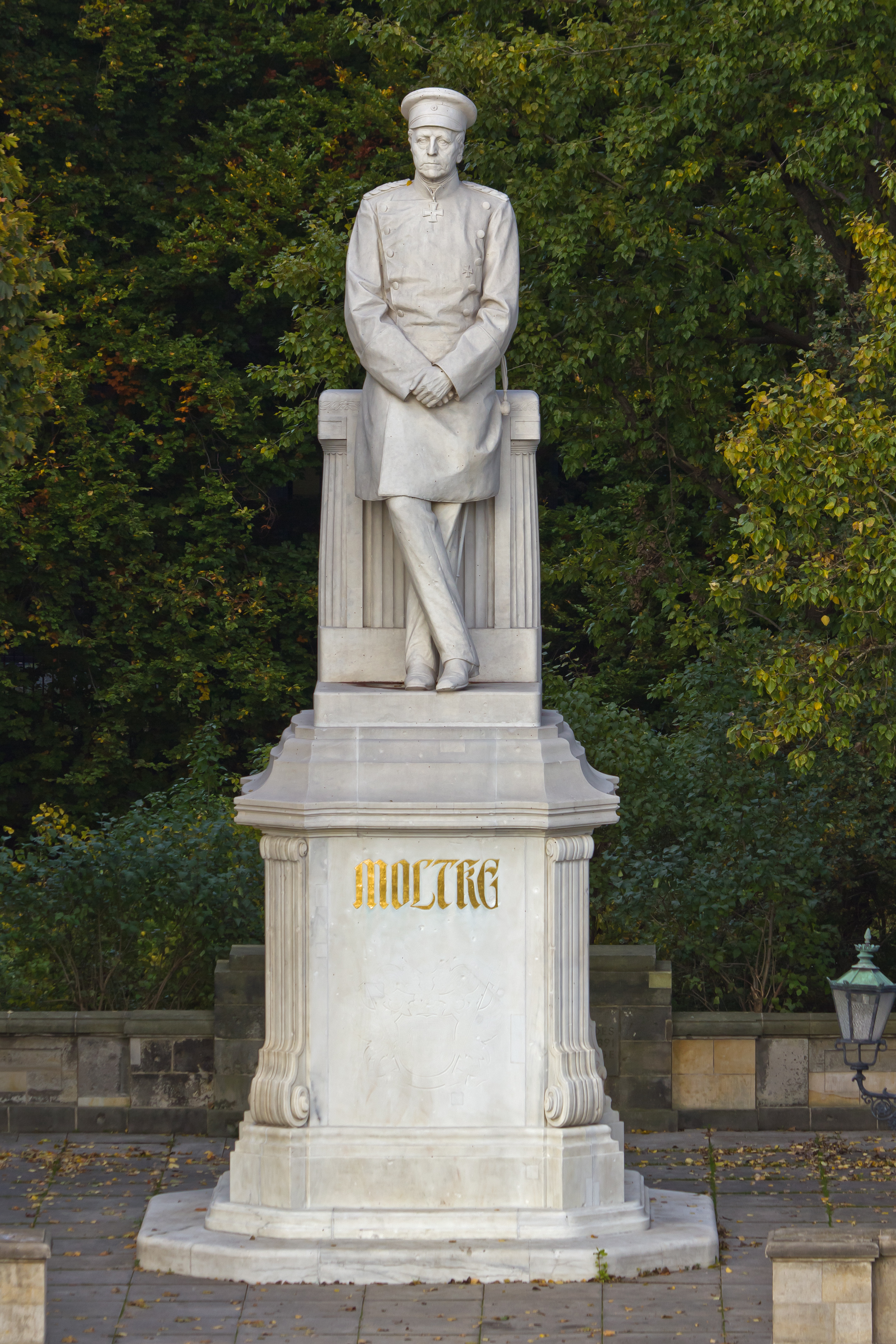
Moltke-Denkmal, Ansicht von der Siegessäule

Das Moltke-Denkmal am Großen Stern im Berliner Ortsteil Tiergarten erinnert an den preußischen Feldherrn und deutschen Einigungskämpfer Helmuth von Moltke (1800–1891). Geschaffen im Jahr 1904 von Joseph Uphues im Stil des Neobarock, gehört es zu den Meisterwerken der Berliner Bildhauerschule.

## Geschichte und Beschreibung
Das Moltke-Denkmal wurde 1904 von Joseph Uphues im Stil des Neobarock geschaffen. Die fünf Meter hohe Skulptur aus Laaser Marmor zeigt „den großen Schweiger“ Moltke in zeitgenössischer Uniform an eine Balustrade gelehnt, den Kopf mit der Generalsmütze bedeckt und geradeaus gewandt. Um den Hals trägt er das Großkreuz des Eisernen Kreuzes, das ihm für seine Verdienste um die Einigung Deutschlands verliehen worden war. Seine linke Hand ist über die rechte Hand gelegt. Der sechs Meter hohe Sockel aus Laaser Marmor mit der vergoldeten Inschrift „MOLTKE“ weist Elemente des Jugendstils auf. Die Gesamthöhe des Standbilds beträgt elf Meter. Es gehört zu den Meisterwerken der Berliner Bildhauerschule.
1938 wurde das Moltke-Denkmal – zusammen mit den Denkmälern Roons, Bismarcks und der Siegessäule – von seinem ursprünglichen Standort am Westrand des Königsplatzes entfernt, wo es den Plänen Albert Speers für den Umbau Berlins zur Welthauptstadt Germania im Wege stand, und 1939 an seinen heutigen Standort am Nordrand des Großen Sterns aufgestellt. Dabei wurde der Unterbau beseitigt und der Sockel verkürzt.
Das Standbild umgibt eine zur Siegessäule hin offene Ziermauer mit folgender Inschrift: „HELMUTH GRAF VON MOLTKE / PREUSSISCHER GENERALFELDMARSCHALL UND CHEF DES / GENERALSTABES DER ARMEE. GEB. 26.10.1800. GEST. 24.4.1891 / NACH SEINEN FELDZUGSPLÄNEN WURDEN DIE KRIEGE / 1864. 1866. 1870–71 SIEGREICH GEFÜHRT“.